# Nyingcsi
Nyingcsi (egyszerűsített kínai írással: 林芝市, tibeti pinjin: nyingchi chongkyêr) prefektúra szintű város Kínában,  Tibeti Autonóm Régióban. Lakosainak száma 238 936 fő (2020).

## Népesség
| 2007 | 164 331 |
| 2020 | 238 936 |